# Elena Verdugo

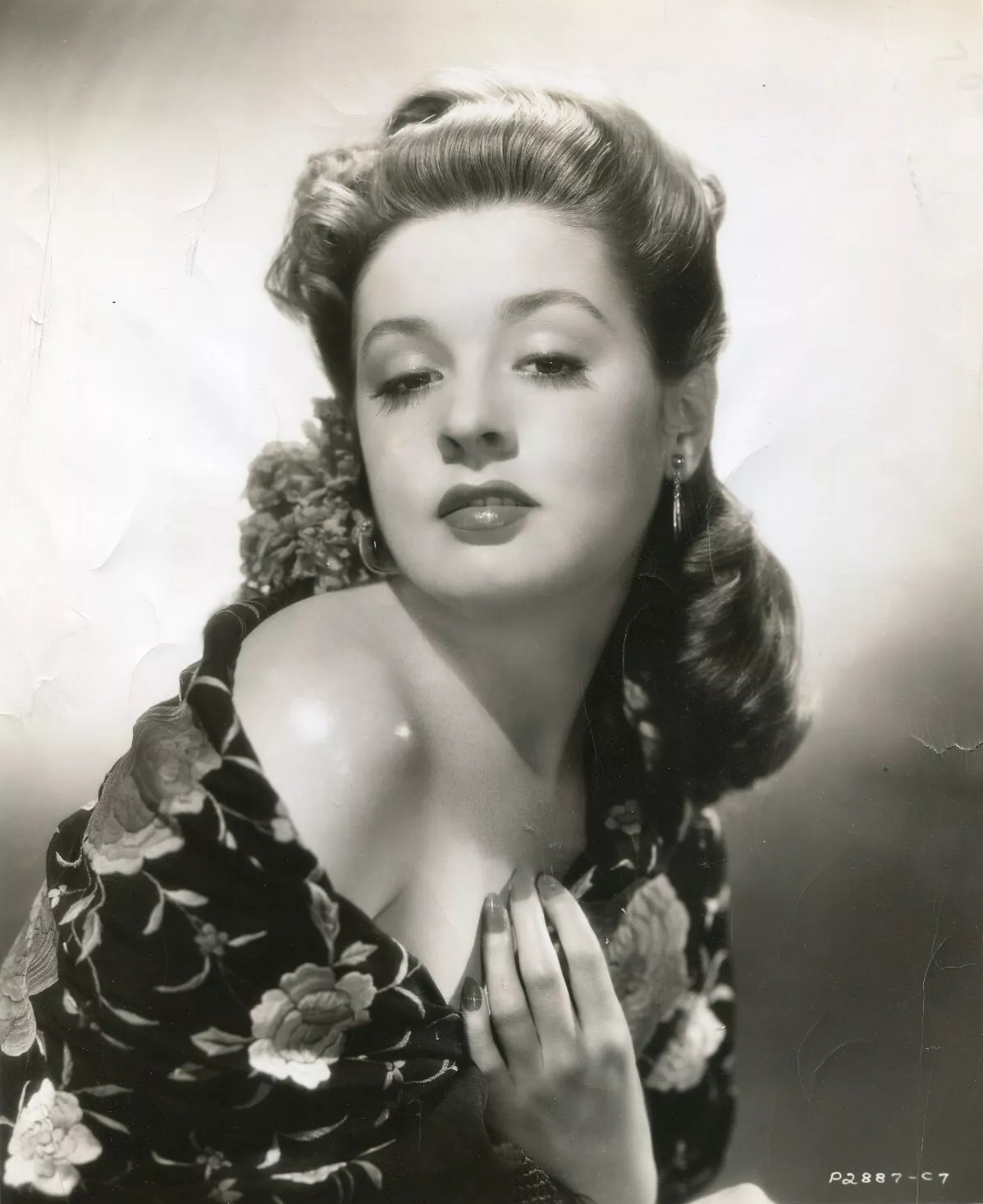
Elena Verdugo (1946)

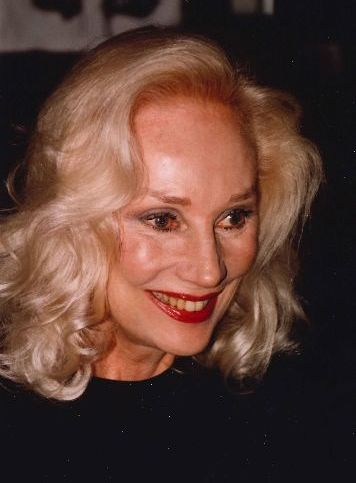
Elena Verdugo (1996)

Elena Verdugo (* 20. April 1925 in El Paso de Robles, Kalifornien; † 30. Mai 2017 in Los Angeles, Kalifornien) war eine US-amerikanische Schauspielerin, die vor allem durch ihre Rolle in dem Horrorfilm Frankensteins Haus sowie als Consuelo Lopez in der Fernsehserie Dr. med. Marcus Welby bekannt wurde. Verdugos aktive Laufbahn erstreckte sich von 1931 bis 1985.

## Leben
Elena Verdugo wurde am 20. April 1925 in El Paso de Robles geboren. Bereits mit fünf Jahren hatte sie ihre erste Rolle im Western Cavalier of the West. Es folgten kleine Rollen in Filmen wie Galopp ins Glück und König der Toreros, bei denen sie jedoch nicht im Abspann genannt wurde. Ihre erste größere Rolle erhielt Verdugo 1942 in dem Filmdrama Der Besessene von Tahiti. 1944 spielte Verdugo ihre bekannteste Filmrolle als Ilonka in dem Horrorfilm Frankensteins Haus. Seit dem Tod von Anne Gwynne im Jahr 2003 war sie der letzte noch lebende Darsteller aus diesem Film. Wohl aufgrund ihrer spanischen Herkunft spielte sie in Western und Abenteuerfilmen oft exotische Schönheiten.
Ab den 1950er-Jahren spielte Verdugo vorwiegend in Fernsehserien mit, unter anderem in einer Hauptrolle in der live ausgestrahlten Situationskomödie Meet Millie von 1952 bis 1955 sowie in der kurzlebigen Westernserie Redigo von 1963. Ihre bekannteste Rolle als Fernsehdarstellerin war die der Consuelo Lopez in der aus 169 Folgen bestehenden Arztserie Dr. med. Marcus Welby, die von 1969 bis 1976 produziert wurde. Dieselbe Rolle spielte Verdugo 1984 im Fernsehfilm Chefarzt Dr. Welby sowie in zwei Folgen der Fernsehserie Owen Marshall – Strafverteidiger. Des Weiteren hatte sie einzelne Gastauftritte in mehreren Fernsehshows und Serien. 1985 spielte Verdugo ihre letzte Filmrolle in Suburban Beat, ehe sie ihre Laufbahn als Schauspielerin beendete. Im Laufe ihrer über fünfzig Jahre andauernden Karriere war sie in insgesamt 64 Filmen und Fernsehserien zu sehen.
1971 und 1972 war Verdugo je für einen Emmy Award sowie 1973 für einen Golden Globe Award für ihre Arbeit im Fernsehen nominiert. 1971 gewann sie für ihre Rolle in Dr. med. Marcus Welby einen Image Award in der Kategorie Outstanding Actress in a Drama Series, Mini-Series or Television Movie. Im Februar 1960 erhielt sie zudem für ihre Leistung als Fernsehdarstellerin einen Stern auf dem Hollywood Walk of Fame.
Elena Verdugo war zweimal verheiratet. Von 1946 bis zur Scheidung im Jahr 1955 mit Charles R. Marion. 1949 wurde der gemeinsame Sohn Richard Marion (1949–1999) geboren, der später ebenfalls Schauspieler sowie Produzent wurde. Verdugo war zudem die Großmutter der Schauspielerinnen Jessie S. Marion und Maggie Marion. Eine zweite Ehe mit dem Arzt Charles R. Rosewall hielt von 1972 bis zu Rosewalls Tod im Jahr 2012 an. Das Paar lebte in Los Angeles und Rosarito, wo beide ehrenamtlich für Projekte des Roten Kreuzes arbeiteten. Elena Verdugo starb am 30. Mai 2017 im Alter von 92 Jahren in Los Angeles.

## Filmografie (Auswahl)

### Filme
- 1940: Galopp ins Glück (Down Argentine Way)
- 1941: König der Toreros (Blood and Sand)
- 1941: Zauber der Musik (The Hard-Boiled Canary)
- 1942: To the Shores of Tripoli
- 1942: Der Besessene von Tahiti (The Moon and Sixpence)
- 1944: Frankensteins Haus (The House of Frankenstein)
- 1945: The Frozen Ghost
- 1946: Zwei Sprengstoffverkäufer (Little Giant)
- 1947: Lied des Orients (Song of Scheherazade)
- 1948: Shed No Tears
- 1948: El Dorado Pass
- 1949: Tuna Clipper
- 1949: König des Dschungels (The Lost Tribe)
- 1950: Bomba und der tote Vulkan (The Lost Volcano)
- 1950: Snow Dog
- 1950: Der letzte Musketier (Cyrano de Bergerac)
- 1951: Gene Autry and the Mounties
- 1952: Abu Andar, Held von Damaskus (Thief of Damascus)
- 1952: Jet Job
- 1952: Sein Freund, der Lederstrumpf (The Pathfinder)
- 1957: Panama Sal
- 1965: Day of the Nightmare
- 1968: Der türkisfarbene Bikini (How Sweet It Is!)
- 1969: Angel in My Pocket
- 1973: Im letzten Moment (The Alpha Caper) (Fernsehfilm)
- 1984: Chefarzt Dr. Welby (The Return of Marcus Welby, M.D.) (Fernsehfilm)
- 1985: Suburban Beat

### Fernsehserien
Soweit nicht anders erwähnt je eine Folge
- 1952–1955: Meet Millie (78 Folgen)
- 1959: Tausend Meilen Staub (Rawhide)
- 1963: 77 Sunset Strip
- 1963: Redigo (10 Folgen)
- 1967: Mannix
- 1968: Der Chef (Ironside)
- 1969: Daniel Boone
- 1969–1976: Dr. med. Marcus Welby (Marcus Welby, M.D.; 169 Folgen)
- 1971/1974: Owen Marshall – Strafverteidiger (Owen Marshall: Counselor at Law; zwei Folgen)
- 1984: Agentin mit Herz (Scarecrow and Mrs. King)